# Iod monobromide
Iod monobromide là một hợp chất halogen có công thức IBr. Iod bromide là một chất rắn màu đỏ sẫm nóng chảy ở nhiệt độ gần bằng nhiệt độ phòng. Giống như iod monochloride, IBr được sử dụng trong một số loại iodometry. Hợp chất này được sử dụng như một nguồn của cation I+. Tính chất acid Lewis của IBr được so sánh với tính chất của ICl và I2 trong mô hình ECW. Iod bromide có thể tạo thành phức chất chuyển điện tích với các phân tử Lewis được cho đi.
Iod monobromide được hình thành khi iod và brom được kết hợp trong một phản ứng hóa học:
I2 + Br2 → 2IBr